# Sông Srêpốk
Sông Srêpốk (còn được gọi là Xrê Pôc), phía Campuchia gọi là Tonlé Srepok (tiếng Khmer: ទន្លេស្រែពក), là phụ lưu quan trọng của sông Mê Kông. Sông bắt nguồn từ vùng đất tỉnh Đắk Lắk, rồi Đắk Nông của Việt Nam, và chảy qua tỉnh Ratanakiri và Stung Treng, Campuchia.

## Vị trí địa lý
Nằm ở phía Tây Trường Sơn, con sông này chảy sang đất Campuchia trước khi nhập vào sông Mê Kông để sau đó con sông lớn này trở lại Việt Nam. Sông được hình thành hoàn toàn trên địa phận Đắk Lắk và được hợp thành từ hai dòng sông nhỏ là sông Krông Ana (sông Mẹ hay sông Cái) và sông Krông Nô (còn gọi là Krông Knô, sông Bố hay sông Đực). Sông chảy qua các huyện Krông Ana, Buôn Đôn và Ea Súp của Đắk Lắk.
Một phụ lưu là sông Đắk Đăm, bên Campuchia gọi là prek Dak Dam, dài hơn 100 km chạy theo hướng nam - bắc được lấy làm biên giới Việt Nam - Campuchia ở đoạn này.
Vừa ra khỏi lãnh thổ Việt Nam, Srêpốk được bổ sung thêm dòng chảy từ hai con sông cũng bắt nguồn từ lãnh thổ Việt Nam là sông Ea H'leo (bắt nguồn từ vùng đồi huyện Ea H'leo ở phía bắc tỉnh Đắk Lắk) và sông Ia Drăng (bắt nguồn từ vùng đồi phía nam thành phố Pleiku, tỉnh Gia Lai). Sông Srêpốk nhập vào sông Sê San tại tỉnh Stung Treng. Nơi hợp lưu hiện là lòng hồ thủy điện Hạ Sesan 2, cách thành phố tỉnh lỵ Stung Treng khoảng 30 km về phía đông. Sông Sê San sau đó tiếp tục nhận nước từ sông Sê Kông rồi đổ vào sông Mê Kông tại thành phố Stung Treng.

## Đặc điểm
Sông Srêpốk dài 406 km và có nhiều thác ghềnh hùng vĩ còn tương đối hoang sơ như: thác Trinh Nữ, thác Đray Sáp, thác Đray Nu, thác Đray H'linh, thác Gia Long, thác Bảy Nhánh... là những điểm du lịch hấp dẫn khách du lịch.
Tại Việt Nam có đoạn sông được gọi là sông Đăk Krông. Tính từ chỗ hợp lưu của sông Krông Ana, sông Krông Nô tới cửa sông nó dài 406 km , trong đó đoạn chảy trong lãnh thổ Việt Nam dài khoảng 126 km, đoạn chảy qua Campuchia dài khoảng 281 km. Đây là dòng sông lớn nhất trong hệ thống sông ngòi ở Đắk Lắk.
Do dòng sông rất dài, được hợp bởi nhiều con sông, suối nhỏ bắt nguồn và được nuôi dưỡng trong những cánh rừng đại ngàn nên dòng sông này có lưu lượng nước rất lớn, hệ sinh thái của sông cũng rất phong phú và đa dạng, tạo nên một nguồn lợi to lớn về thủy sản và thủy điện. Ở đây có các loài cá đặc sản như cá lăng và đặc biệt là cá mõm trâu, (loài cá nhiều người vẫn đinh ninh là cá anh vũ tiến vua).
Cuối thế kỷ 19, khi đường bộ còn chưa phát triển, sông Srêpốk là một trong những đường giao thương quan trọng trong vùng. Người Lào và Cao Miên thường đi thuyền ngược dòng sông để đến buôn bán, trao đổi hàng hóa với vùng cao nguyên Đắk Lắk của Việt Nam. Bản Đôn ngay từ ngày ấy đã trở thành một thương cảng sầm uất; nơi đây lúc ấy có thể ví như Hội An của Đà Nẵng hay Phố Hiến - Hưng Yên.
Người Lào khi đến đây buôn bán đã định cư ở đây rất đông, góp phần xây dựng lên một Bản Đôn nổi tiếng với những bản sắc văn hóa đặc trưng như hôm nay.

## Thủy điện
Nhiều công trình thủy điện đã hoặc đang hoặc dự kiến xây dựng trên Srêpốk và các phụ lưu của nó.
Trên phần lãnh thổ Việt Nam thuộc địa phận các tỉnh Gia Lai, Đắk Lắk, Đắk Nông có các công trình sau (lần lượt từ thượng nguồn xuống hạ nguồn):
1. Đức Xuyên
2. Buôn Tua Srah
3. Buôn Kốp
4. Hòa Phú
5. Dray H'ling 1 và 2
6. Srêpốk 3
7. Srêpốk 4
8. Srêpốk 4A

Đề xuất dự án Thủy điện Drang Phốk đã bị chính quyền Đắk Lắk và Bộ Tài nguyên và Môi trường, Bộ Nông nghiệp và Phát triển nông thôn  đề nghị bác bỏ.
Trên phần lãnh thổ Campuchia có các dự án sau:
- Srepok 4 Hạ
- Srepok 3 Hạ
- Srepok 3
- Srepok 2

## Sông Srêpốk trong văn nghệ
Sông Srêpốk với tên gọi địa phương ở Đắk Lắk là sông Đắk Krông được nhắc đến trong bài hát nổi tiếng "Sông Đăk Krông mùa xuân về" của Tố Hải:
| “ | Đăk Krông ơi, Tây Nguyên ơi!/ Cái suối đổ về sông, cái sông ra biển lớn./ Ta nối tấm lòng dân bằng tình yêu cách mạng, đi suốt Trường Sơn xanh, nghe dòng sông chảy mãi./ Đăk Krông ơi, dòng sông xanh thắm. | ” |

## Hình ảnh về sông Srêpốk

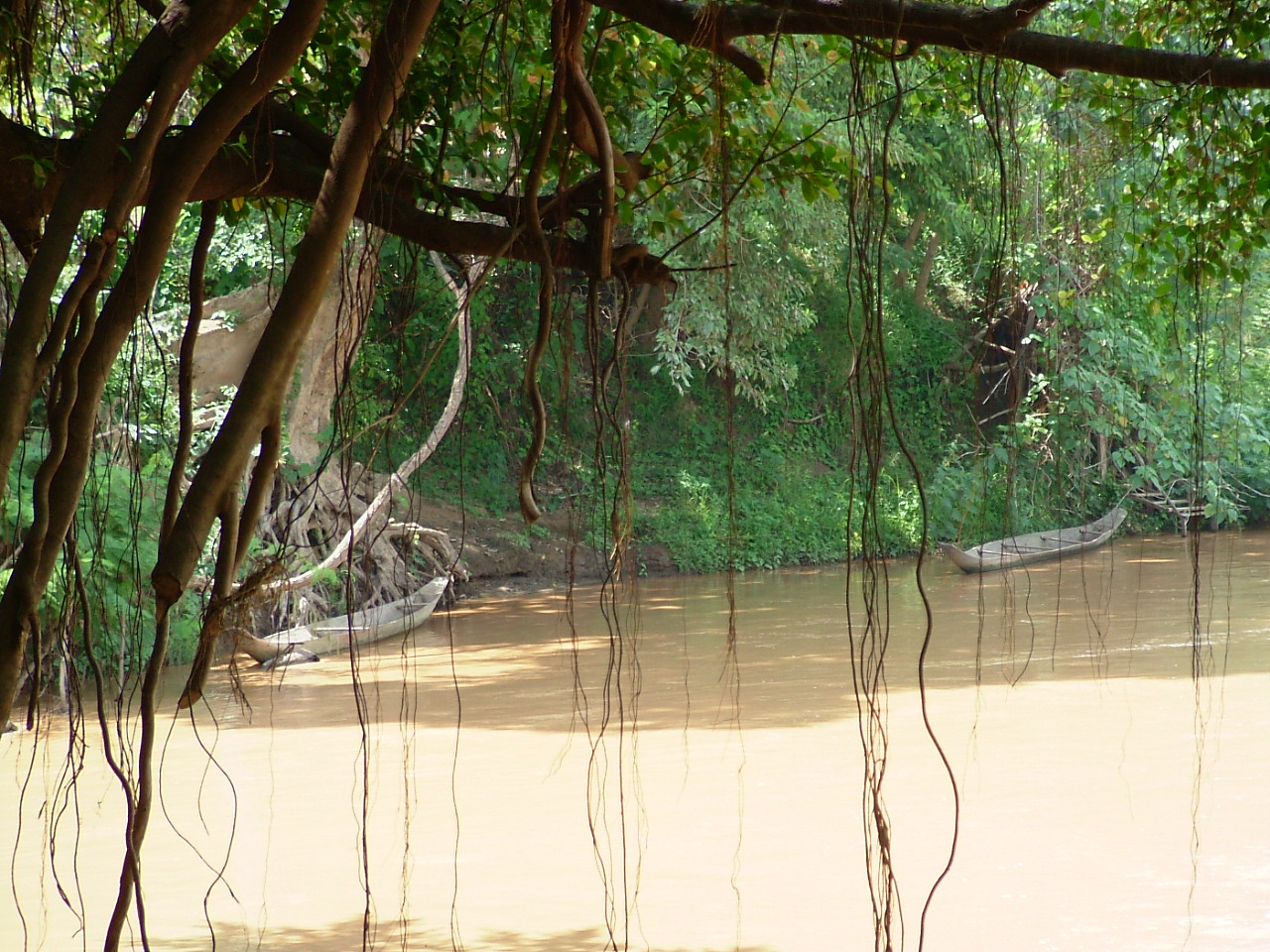
Thuyền độc mộc trên dòng Srêpốk
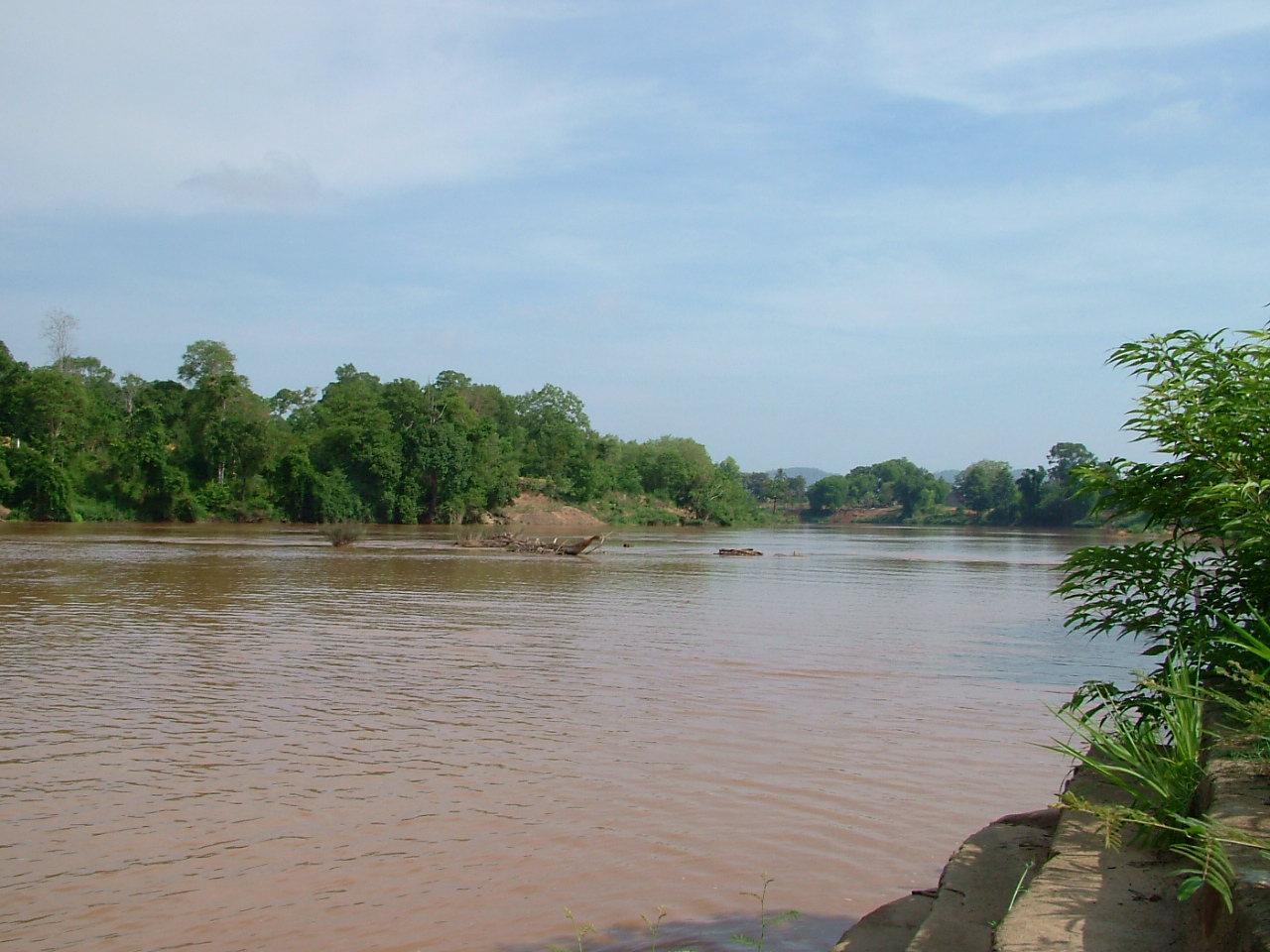
Nhìn sang vườn quốc gia Yok Đôn
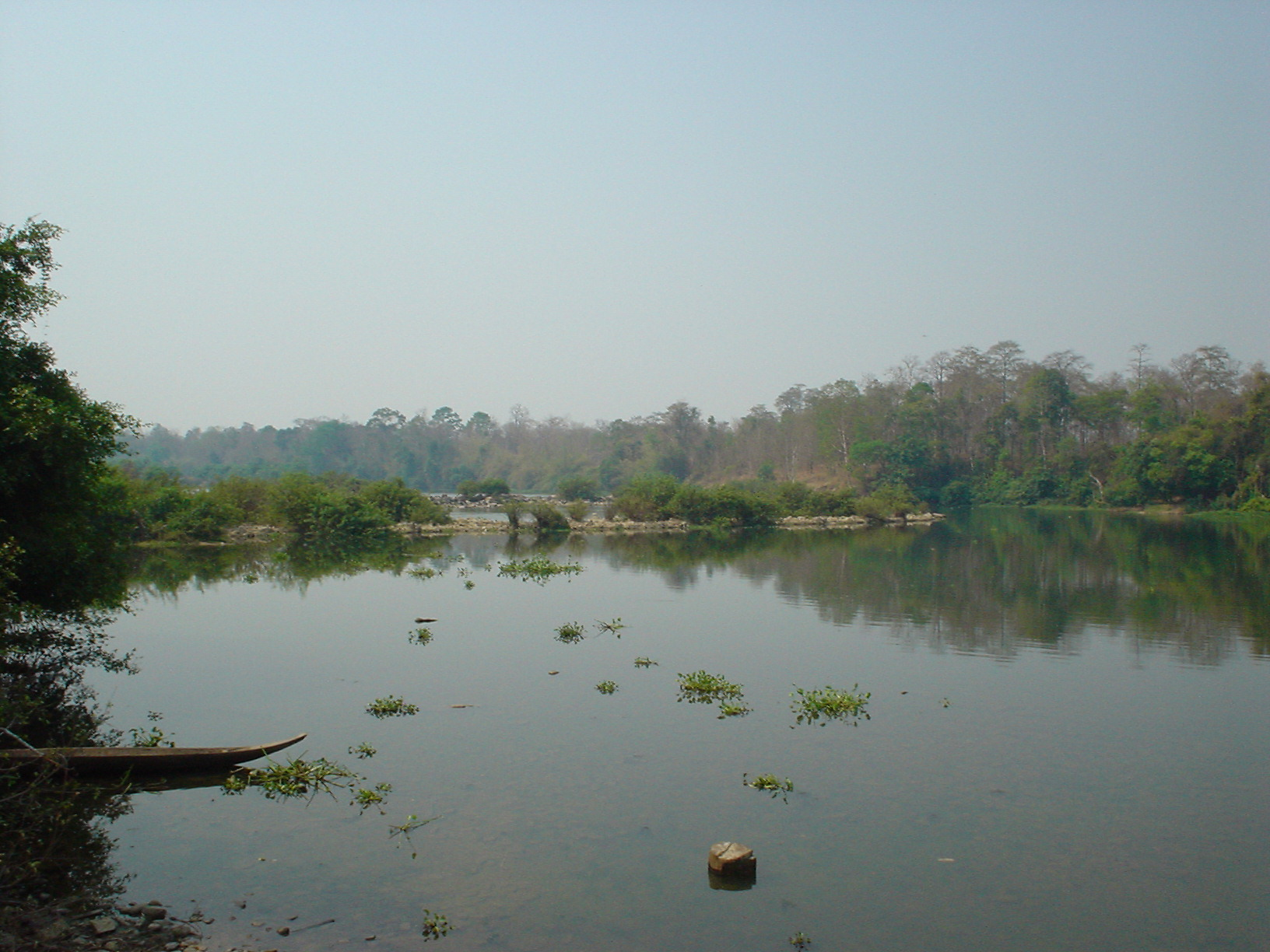
Một thoáng Srêpốk
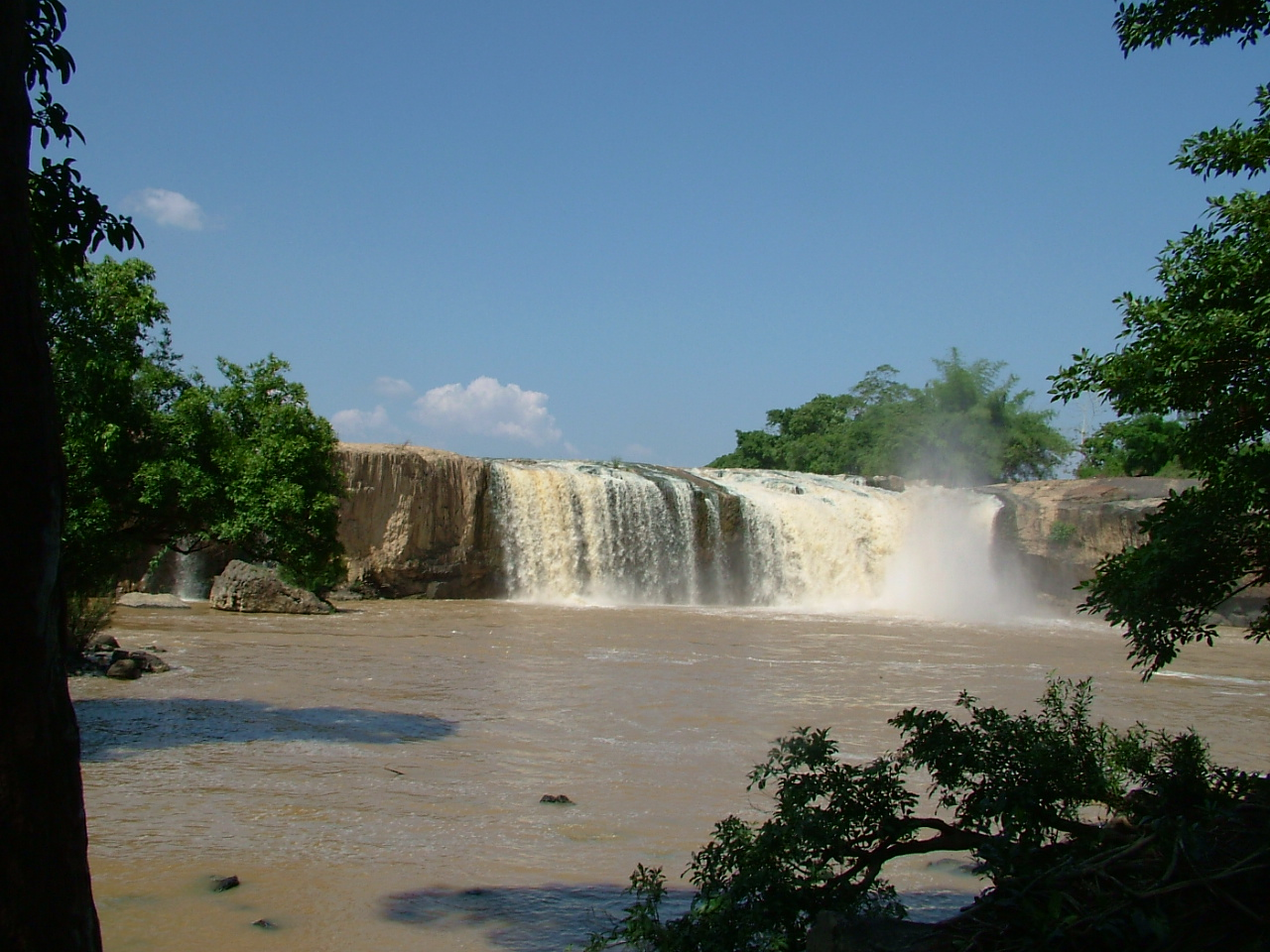
Thác Đray Sap trên sông Srêpốk